# Tresoar
Tresoar (Fries voor "schat"), Frysk Histoarysk en Letterkundich Sintrum ("Fries Historisch en Letterkundig Centrum"), gevestigd aan Boterhoek 1 te Leeuwarden, is een instelling dat de functies van bibliotheek, archief en museum combineert. Het is de grootste erfgoedinstelling van Friesland.

## Geschiedenis
Op 1 september 2002 is Tresoar ontstaan door een fusie van het Frysk Letterkundich Museum en Dokumintaasjesintrum (FLMD), de Provinciale Bibliotheek van Friesland, de Buma Bibliotheek en het Ryksargyf Fryslân (RAF).
Tresoar is gevestigd in een gebouw uit 1966 van architect Piet H. Tauber aan de Boterhoek in Leeuwarden. Het pand is sinds 2011 een gemeentelijk monument (nr. 224).

## Collectie
De instelling beheert een grote wetenschappelijke bibliotheek, de Richthofencollectie, een collectie archieven van en over Friesland en een grote verzameling documentatie en objecten over de Friese literatuur. De collectie kan in de studiezaal geraadpleegd worden en via de website kan gezocht worden in de catalogi en naamregisters. Naast de papieren collectie groeien ook de collecties foto’s, film en geluid, die eveneens via de website te raadplegen zijn.
Tresoar is een van de bibliotheken met een wetenschappelijke steunfunctie. Als archief vervult het de functie van Regionaal Historisch Centrum. Tresoar werkt samen met de NDC Mediagroep in de Stichting Digitaal Archief Leeuwarder Courant (SDALC). In een online archief zijn sinds 24 oktober 2007 alle jaargangen sinds 1752 tot heden van de Leeuwarder Courant gedigitaliseerd.
De instelling bevat voorts het Denksportcollectiecentrum, een archief voor de denksporten (bridge, (Fries) dammen, go en schaken). In dit archief bevindt zich onder andere het archief van de wereldschaakbond dat is verhuisd van de Koninklijke Bibliotheek te Den Haag. Het betreffen dossiers uit de periode van 1949 tot en met 1998, toen respectievelijk Rogard, Euwe, Ólafsson en Campomanes president van de FIDE waren. Voorts zijn er archieven van Schaakgezelschap Palamedes, Biblioteca Van der Linde-Niemeijeriana en de Roemeense problemist Wolfgang Pauly (1876–1934). 

## Galerij

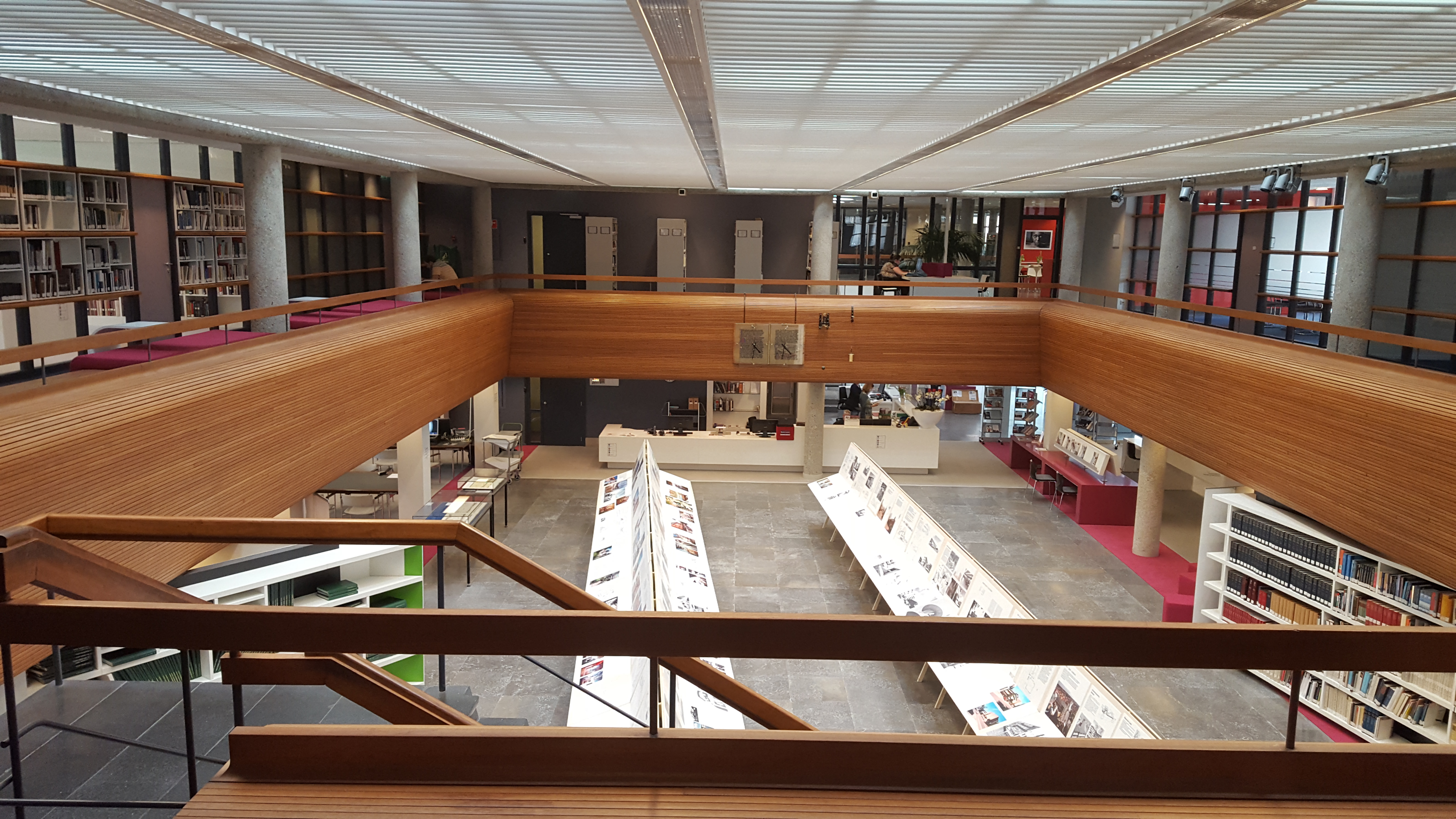
Leeszaal
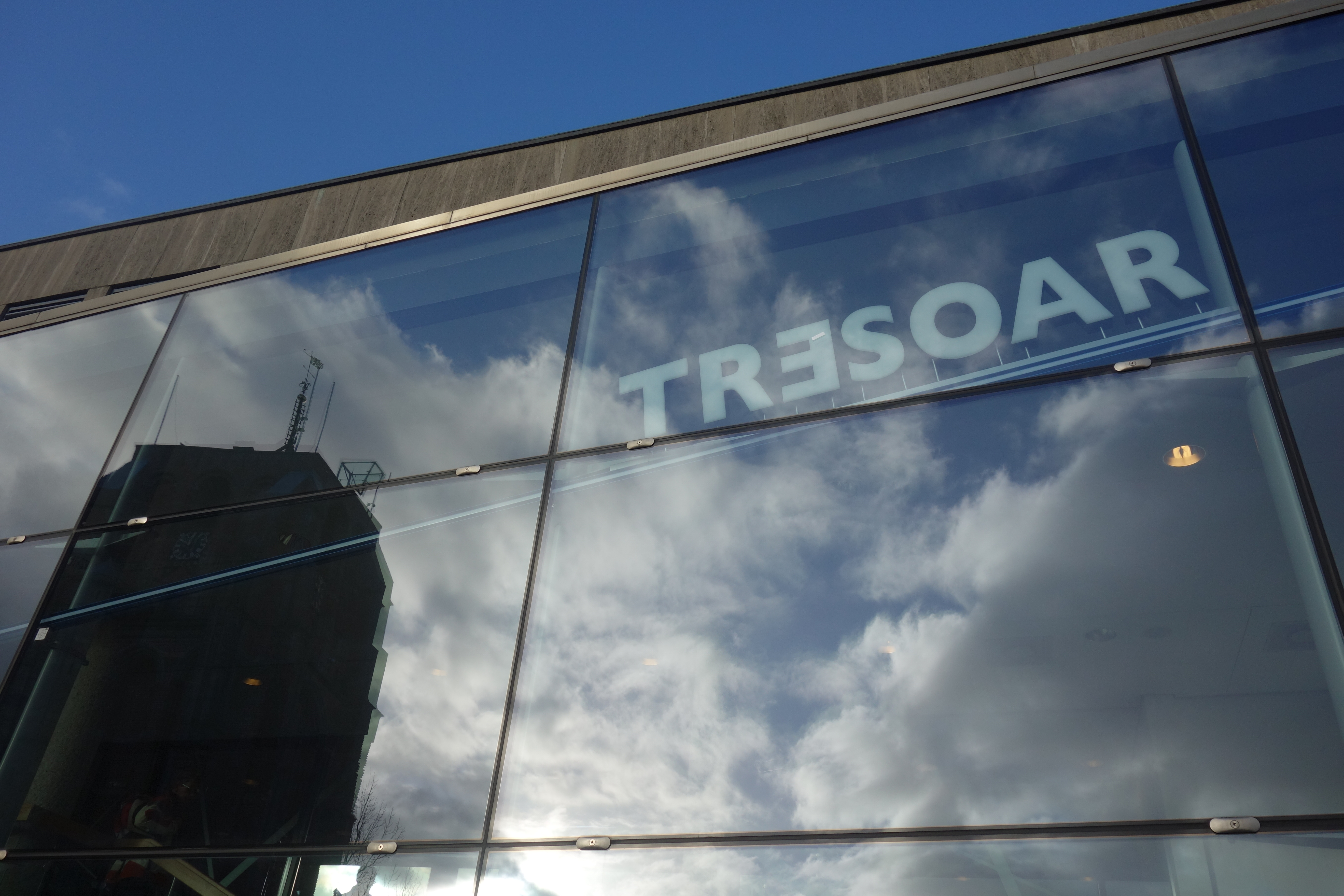
Tresoar